# Mycale retifera
Mycale retifera är en svampdjursart som beskrevs av Topsent 1924. Mycale retifera ingår i släktet Mycale och familjen Mycalidae. Inga underarter finns listade i Catalogue of Life.